# 紫紺乃米
紫紺乃米（しこんのまい）は神戸美人ぬか本舗（株式会社リアル）が製造、販売する米ぬかスキンケア化粧品ブランド。

## 概要
古代米の米ぬか美肌成分を含む商品で、2008年に発売された。「美人ぬか」とともに神戸美人ぬか本舗の主力スキンケアブランドの1つで、美容液、化粧水、洗顔石鹸などを中心に、BBクリームなどもラインナップしている。日本古来の伝統美容法である米ぬか化粧品を、日本で最初に商品化した神戸美人ぬか本舗。明治の発売以降、皇室御用達の化粧品としても知られている。この紫紺乃米の特長は、古代米の美肌成分に着目して開発された。

## 主な商品

### スキンケア化粧品
- 化粧落とし洗顔石鹸
- 潤輝水（化粧水）
- 美容液
- 潤輝クリーム
- 粉洗顔

### メイクアップ
- フィットアンドカバーBBクリーム